# NERV
特务机关NERV（通称NERV）是日本动漫《新世纪福音战士》中虛構的联合国直属组织。NERV成立于2010年，前身是联合国研究机构GEHIRN，其名称来源于德语“神经”。NERV拥有超越国家层面的特权，其成立目的是开发研究EVA、对使徒进行调查研究、歼灭使徒。NERV的最高司令由碇源堂担任，副司令是冬月耕造。

## 支部

### NERV本部
地底都市（Geo Front）是一個直径约6公里的球狀的洞穴，位於第3新東京市底下，约有81%被土埋没。为了防範使徒的直接攻击，它和地面之间有22层的特殊装甲板。NERV本部即位於Geo Front之內。Geo Front即“黑之月”，为莉莉丝之卵的所在地，是人类灵魂诞生的源地。
相对於地面上多半用於军事用途的建筑物，Geo Front是一般市民的主要收容所。建有轨道列车为出入之工具。利用上方第三新东京市之集光大楼透过光纤将光线传送到这裡。电力需由外界提供。

### NERV第1支部
NERV第1支部（NERV-01）是NERV在美国的支部，位于马萨诸塞州。第1支部拥有MAGI的3号机。

### NERV第2支部
NERV第2支部（NERV-02）是NERV的北美支部，位于内华达沙漠内某处。（但在《新剧场版：破》中，所在的位置并不像在内华达州，而是在纽约州附近。）
在TV版第17话中，4号机在S²搭载实验时将之连同方圆89公里范围内的一切物体摧毁。

### NERV第3支部
NERV第3支部（NERV-03）位于德国，简称“德国NERV”。德国在柏林和汉堡都有NERV机构，分别掌管MAGI的3号机和5号机，至于第3支部到底位于何处则不明。
EVA二号机建造于第3支部。在联合国海军护卫下被运送到位于第三新东京市的NERV总部前，明日香显然和二号机在此接受过一段时间的训练。
在新剧场版中，NERV第3支部更多地受到了欧盟和德国的监管和掌控，而不是联合国。

### 其他支部
在英国伦敦也有NERV机构。
中国北京也有NERV支部，掌管MAGI的6号机。中国上海设有NERV的情报中心。

### 新剧场版中出现的基地
新剧场版中有若干旧版没有出现过的新基地。
伯大尼基地（Bethany Base）位于俄罗斯共青团岛地区，为封印第3使徒的场所。
塔布加基地（Tabgha Base）位于月球表面，负责Mark.06的建造。
各各他基地（Golgotha Base）位于以色列耶路撒冷，负责模擬插入栓的建造。模擬插入栓啟動時也出現"Golgotha Base Built"字樣。
巴黎基地（Paris Base）位于法國巴黎，藏有大量違反梵蒂岡條約用作軍事用途的EVA（EVA 44A、EVA 4444C、EVA 44B），WILLE在此獲得大量EVA零件來為8號機和2號機升級。

## 职权
NERV是SEELE的执行机构，最重要的就是按SEELE的指示执行“人类补完计划”，歼灭所有使徒，完成人类补完。NERV活动内容一般向媒体公开，但绝大部分仍是最高机密。非常事态时，对联合国军拥有绝对的指挥权（最优先各种军事设施、武器装备，但核武器除外），届时，各支部最高责任者所持的权限将超越联合国成员国所有的行政、司法机关。

## 武器
由于使徒均拥有强大的绝对领域，能抵御人类普通武器打击乃至核打击和N²武器打击，所以配备EVA以对付使徒成为必要。NERV保有终极泛用人型决战兵器EVANGELION，但NERV一直处于兵器补给以及建设经费的短缺状态。NERV本部保有零号机、初号机、2号机，第3支部保有3号机。美国的NERV第2支部保有4号机，但4号机与支部在S2机关搭载实验中一同消失。新剧场版中，俄罗斯伯大尼基地保有5号机，但在歼灭第3使徒时与使徒一同被毁，由此使欧盟和俄罗斯与日本的关系一度变得紧张。NERV还拥有Mark.06、Mark.09、第13号机等机体。

## NERV与各国政府的关系
NERV与所在国政府的关系一向比较紧张，NERV本部与日本政府、战自的关系尤为如此。
日本政府对于建立在其本国国土之上的拥有战时特权的联合国武装组织NERV深感威胁，除NERV的存在占用大量的社会资源、给当地造成极大的经济负担外，各国花巨资建造的EVA机体，名义上所有权归属投资建造国，但机体的实际管理及指挥使用权却是属于当地辖区的NERV支部，更加深了各国政府尤其日本政府对联合国的不信任与不满。
TV版第7话日本政府暗中支持企业研制开发迎击使徒专用无人驾驶机器人J.A.、第8话联合国军太平洋舰队司令对NERV的抵触、第11话第3新东京市原因不明的大停电、最终话剧场版日本政府派出战自攻占接收NERV本部、双面间谍加持良治的被害等事件均可说明各国政府与联合国间的紧张关系。

## NERV与SEELE的关系
TV版中，在碇源堂和冬月主持之下，NERV和SEELE的关系渐趋紧张，乃至最终破裂。
SEELE指派组织成员碇源堂担任NERV的最高负责人，以施行“人类补完计划”，但碇源堂与冬月违背SEELE设定的剧本，故发生了向委员会隐瞒第11使徒入侵、把朗基努斯之枪故意遗留在月球轨道、实行“亚当计划”等背叛SEELE的行为。SEELE对碇源堂的背叛行为早已察觉，并产生不满，认为「NERV已经成为了某人的私人机关」。
TV版中，從SEELE在人类补完委员会的会议上质问碇源堂、绑架冬月、把第五适格者渚薰送至NERV本部、煽动日本政府出动战略自卫队攻击NERV本部等事件，可以看出NERV与SEELE之间渐渐明显化的紧张关系。
於新劇場版系列則完全相反，《福音戰士新劇場版：Q》後NERV与SEELE皆被碇源堂完全架空，成為其實現個人野心的工具，SEELE直到《新·福音戰士劇場版𝄇》都沒能有任何作為，特別是SEELE於NERV與Wille的衝突完全沒有任何角色。

## 其他

### 对人防御
NERV的成員會接受有關槍械使用的訓練，並會在工作時候把手槍鎖在抽屜中，以備不時之需。NERV的制式槍械為奧地利製的格洛克17連一個備用彈匣，而保安員就會配備一支斯泰爾MPi 69衝鋒槍。

### NERV Logo
半片无花果树叶（在創世記中，亞當和夏娃吃了智慧樹的果實後以自己一絲不掛為恥，於是用無花果樹葉蓋著自己的生殖器）和NERV字母的组合，半边围绕着 "God's in his heaven, All's right with the world." （上帝在他的天堂里，整个世界都是那么美好）的字样。
新劇場版中logo更改為無花果樹葉與蘋果的圖案。